# Kanton Saint-André-2
Der Kanton Saint-André-2 ist seit 1949 ein französischer Wahlkreis im Arrondissement Saint-Benoît des Übersee-Départements Réunion. Er umfasst einen Teil der Gemeinde Saint-André.